# Hans Faders Ære
Hans Faders Ære er en dansk stumfilm fra 1914 med ukendt instruktør.

## Handling
Denne artikel mangler et handlingsreferat. Hjælp os med at skrive det.

## Medvirkende
- Peter S. Andersen - Depotbestyrer Haldane
- Emanuel Gregers - Harry, Haldans søn
- Zanny Petersen - Claire, Harrys forlovede
- Emilie Sannom - Ketty, marketenderske
- Rasmus Ottesen - Mac Irving, statsrevisor